# Indian Brook
Indian Brook är ett vattendrag i Kanada.   Det ligger i provinsen Newfoundland och Labrador, i den östra delen av landet, 1 500 km öster om huvudstaden Ottawa.
Runt Indian Brook är det glesbefolkat, med 10 invånare per kvadratkilometer.